# Duttaphrynus crocus
Duttaphrynus crocus là một loài cóc trong họ Bufonidae. Chúng là loài đặc hữu của Myanmar.
Các môi trường sống tự nhiên của chúng là các khu rừng ẩm ướt đất thấp nhiệt đới hoặc cận nhiệt đới, sông, đầm nước ngọt, và đầm nước ngọt có nước theo mùa. Loài này đang bị đe dọa do mất nơi sống.